# 関登美雄
関 登美雄（せき とみお、1935年〈昭和10年〉10月5日 - ）は、日本の男性俳優、声優。

## 経歴
青森県弘前市生まれ。青森県立弘前工業高等学校、舞台芸術学院卒業。劇団文化座をへて、祖父江文宏や五月女道子が旗揚げした劇団群像座に参加した。

## 出演作品

### テレビドラマ
- 新選組始末記 第25話「鳥羽伏見の戦い 前編」（1962年、TBS）- 伝令C
- 戦国群盗伝 第3話（1964年、CX/東北新社）- 啓太
- 第7の男 第5話「背骨にパンチ」（1964年、CX/東北新社）
- バンパイヤ 第24話「第三の罠」（1968年、CX/虫プロダクション）- 中年の男
- 怪奇大作戦 第10話「死を呼ぶ電波」（1968年、TBS/円谷プロ）

### テレビアニメ
- 鉄腕アトム（ビックリハウスの係員B）

### 吹き替え
- サンダーバード（ブレイマン）

### 舞台
- その人を知らず（1957年）- 片倉明
- 炎の人 ゴッホ小伝（1958年）- 通行人B
- 炎の人 ゴッホ小伝（1959年）- 中年の男
- 荷車の歌（1960年）- 近所の男
- ウインターセット（1960年）- ルンバを踊る少年B
- 埠頭（1961年）- 赤平
- 荷車の歌（1961年）- 近所の男、大工
- 炎の人 ゴッホ小伝（1962年）- ポール・シニャック
- 漁船赤佑丸（1962年）- 警官A
- 土（1963年）- 百姓男
- 山城国一揆（1965年）- 町人[4]
- チャイコフスキー記念東京バレエ団陽春特別公演 ジゼル（1968年）- 貴族の男D